# АЕС Тарапур
Атомна електростанція Тарапур знаходиться в Тарапурі, Палгар, Індія. Це була перша комерційна атомна електростанція, побудована в Індії. Це одна з найбільших атомних електростанцій країни. Вона має 4 реактори, 2 BWR-1 по 160 МВт кожен і 2 IPHWR по 540 МВт кожен.

## Історія
Атомна електростанція Тарапур спочатку була побудована з двома реакторами з киплячою водою (BWR) відповідно до Угоди 123 1963 року між Індією, Сполученими Штатами та Міжнародним агентством з атомної енергії (МАГАТЕ). Вона була побудована для Департаменту атомної енергії GE і Bechtel. Блоки 1 і 2 були введені в промислову експлуатацію 28 жовтня 1969 року з початковою потужністю 210 МВт електроенергії. Пізніше через технічні труднощі її було зменшено до 160 МВт. Вони були перші в своєму роді в Азії.
Нещодавно BHEL, L&T і Gammon India побудували додаткові два блоки важководного реактора під тиском (PHWR) потужністю 540 МВт кожен, на сім місяців раніше запланованого терміну та в межах початкової оцінки. Блок 3 був введений у промислову експлуатацію 18 серпня 2006 року, блок 4 — 12 вересня 2005 року.
Об’єктом керує NPCIL (Ядерна енергетична корпорація Індії).
Персонал, який обслуговує електростанцію, живе в житловому комплексі під назвою T.A.P.S. colony, 19.816°N 72.743°E, який знаходиться за п’ятнадцять хвилин їзди від Boisar, найближчої залізничної станції. Житловий комплекс також був побудований Bechtel для розміщення як індійських, так і американських працівників. Завдяки цьому житловий комплекс має дуже індійський вигляд містечка, з акуратними тротуарами, просторими будинками, клубом з тенісними кортами, басейном, комісією тощо.
У 1974 році після того, як Індія провела своє перше випробування ядерної зброї «Усміхнений Будда», Захід вирішив більше не виконувати свою угоду щодо постачання станції збагаченого урану. Згодом ядерне паливо для TAPS було доставлено з Франції, Китаю та Росії під гарантії МАГАТЕ.
У мікрорайоні функціонують 3 центральні школи, а саме — Атомно-енергетичний центр № 1 (АЕС-1), Атомно-енергетичний центр № 2 (АЕС-2) та Атомно-енергетичний центр № 3 (АЕС-3) в рамках Освітнього товариства атомної енергії (AEES). Місцевий пляж у Чінчані знаходиться приблизно за 7 кілометрів (4,3 милі) від колонії.

## Інформація про реактори
| Черга | Блок | Реактор | Реактор   | Статус | Потужність | Потужність | Початок будівництва | Перша критичність | Підключення до мережі | Комерційна експлуатація | Закриття | Зауваження |
| Черга | Блок | Тип     | Модель    | Статус | Нетто      | Брутто     | Початок будівництва | Перша критичність | Підключення до мережі | Комерційна експлуатація | Закриття | Зауваження |
| ----- | ---- | ------- | --------- | ------ | ---------- | ---------- | ------------------- | ----------------- | --------------------- | ----------------------- | -------- | ---------- |
| I     | 1    | BWR     | BWR-1     | Працює | 150        | 160        | 1 жовтня 1964       | 1 лютого 1969     | 1 квітня 1969         | 28 жовтня 1969          | Н/Д      | [ 4 ]      |
| I     | 2    | BWR     | BWR-1     | Працює | 150        | 160        | 1 жовтня 1964       | 28 лютого 1969    | 5 травня 1969         | 28 жовтня 1969          | Н/Д      | [ 5 ]      |
| II    | 3    | PHWR    | IPHWR-540 | Працює | 490        | 540        | 12 травня 2000      | 21 травня 2006    | 15 червня 2006        | 18 серпня 2006          | Н/Д      | [ 6 ]      |
| II    | 4    | PHWR    | IPHWR-540 | Працює | 490        | 540        | 8 березня 2000      | 6 березня 2005    | 4 червня 2005         | 12 вересня 2005         | Н/Д      | [ 7 ]      |